# フランチェスコ・モロジーニ
- フランチェスコ・モロシーニ
- フランチェスコ・モロシニ

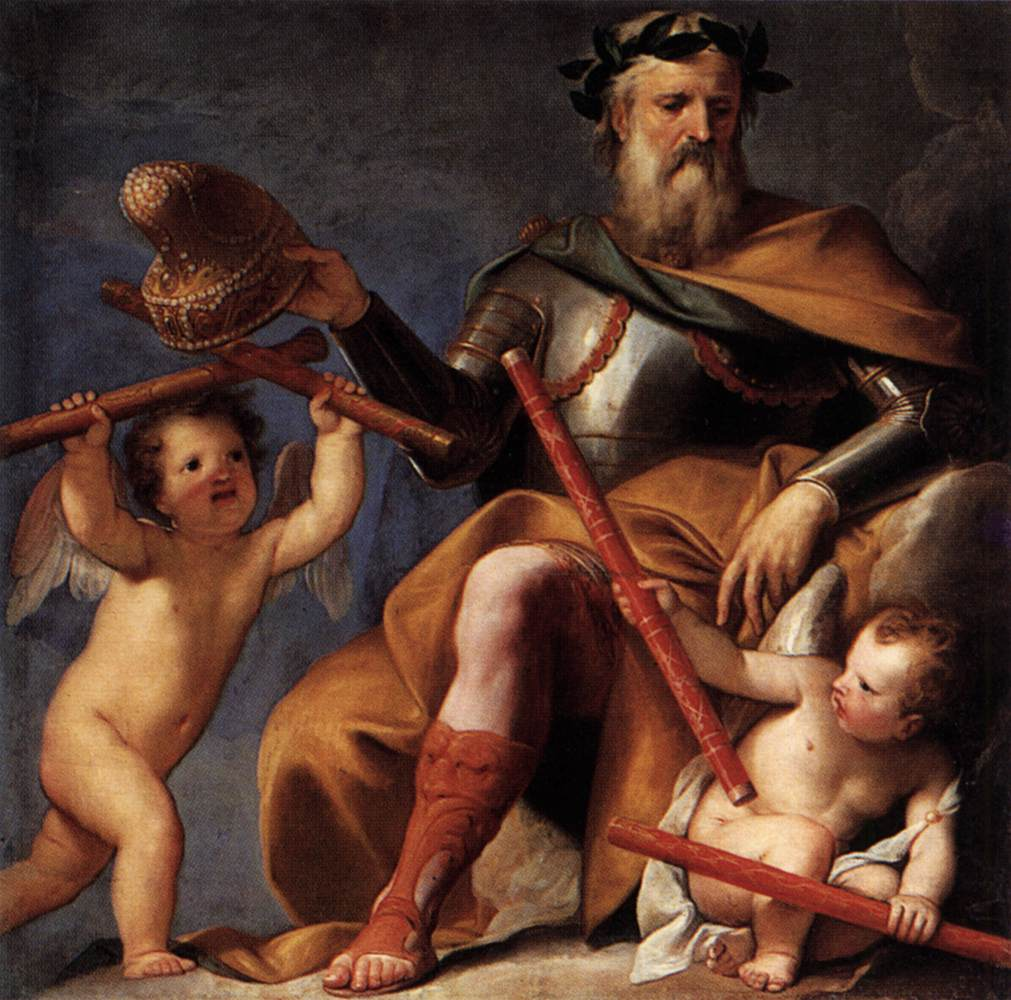
フランチェスコ・モロジーニ
(画)グレゴリオ・ラッザリーニ

フランチェスコ・モロジーニ（イタリア語: Francesco Morosini、1619年2月26日 - 1694年1月16日）は、大トルコ戦争（1683年 - 1699年）で絶頂期にいたヴェネツィア共和国のドージェ（在任：1688年 - 1694年）である。多くの元首・将軍を輩出した貴族モロジーニ家の一員。
1687年、モレア戦争（第六次ヴェネツィア・オスマン戦争）中にオスマン帝国が武器庫としていたアテネのパルテノン神殿を攻撃・略奪し、神殿を廃墟に変えたことで有名。

## フランチェスコ・モロジーニを由来とするもの

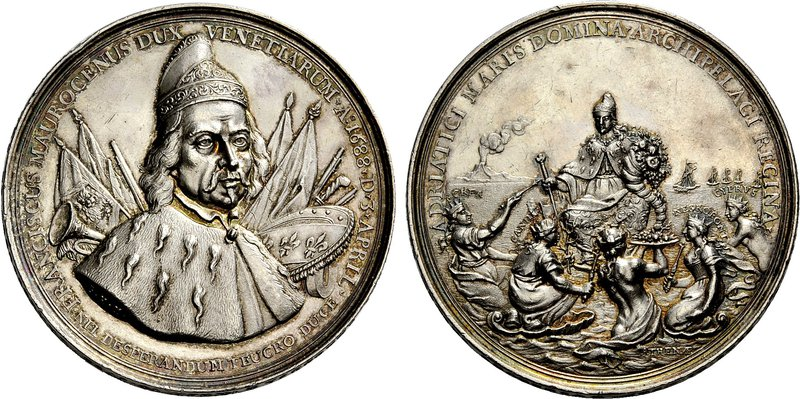
モレア戦争（第六次ヴェネツィア・オスマン戦争）での栄誉を称え打刻されたコイン

- フランチェスコ・モロジーニ海軍学校（英語版）
- ルッジェーロ・ディ・ラウリア級戦艦の同型艦の名称に使用されている。
- フランチェスコ・カラッチョロ級戦艦の同型艦の名称に使用されている。
- ベスゴ (潜水艦)、イタリアに貸与された時に改名
- バラオ級潜水艦の同型艦の名称に使用されている。
- パオロ・タオン・ディ・レヴェル級フリゲートの同型艦の名称に使用されている。